# 茲魯布 (涅任區)
51°7′42″N 31°40′56″E / 51.12833°N 31.68222°E
茲魯布（烏克蘭語：Зруб），是烏克蘭北部的村莊，隸屬切爾尼希夫州的尼任區。該村始建於1624年，面積0.88平方公里，海拔高度118米，2001年人口157，人口密度每平方公里178.8人。